# Opramoas

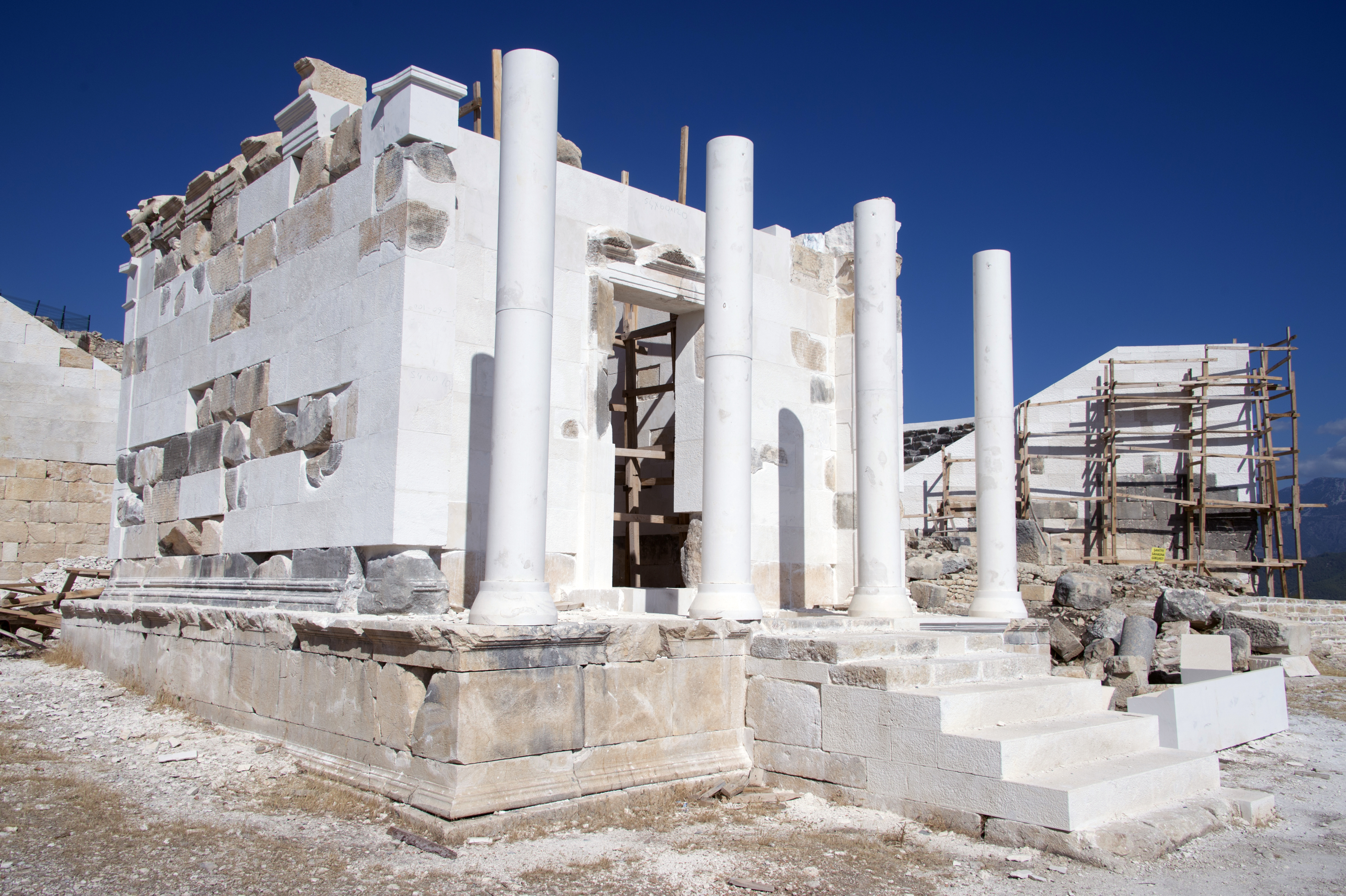
Mausoleu reconstruït d'Opramoas

Opramoas fou un important benefactor del segle ii. És el filantrop everget més antic conegut. Era un magnat de la petita ciutat lícia de Rodiàpolis (sud d'Anatòlia, en l'actual Turquia). Les seues activitats estan descrites en extenses inscripcions en grec a les parets del seu mausoleu a Rodiàpolis.
«...a més dels seus regals de jocs ciutadans i d'un munt d'edificis cívics, recentment s'ha oferit a pagar l'escola primària de tots els xiquets ciutadans de Xantos, xiquets i xiquetes per igual ... donava fons per a l'enterrament de persones necessitades i pagava els dots de les filles de famílies pobres».